# James Greenway
James Cowan Greenway (Greenwich, 7 aprile 1903 – Greenwich, 10 giugno 1989) è stato un ornitologo statunitense.
Uomo eccentrico, timido e spesso solitario, i suoi studi sugli uccelli estinti e in via di estinzione hanno fornito la base per molti lavori successivi sulla conservazione degli uccelli.

## Biografia
Greenway nacque a New York City, sebbene sia cresciuto nella Lauder Greenway Estate a Greenwich nel Connecticut, con i fratelli G. Lauder Greenway e Gilbert Greenway, ed era figlio di James Greenway Sr., fondatore della Yale School of Public Health. Studiò alla Phillips Exeter Academy, diplomandosi nel 1922 e laureandosi anche a Yale  nel 1926 con un Bachelor of Arts. Lavorò in seguito per alcuni anni come reporter per il quotidiano Brooklyn Eagle.

## Spedizioni e ricerche

### Spedizioni con Delacour
Nel 1929 Greenway divenne partner della spedizione zoologica franco-anglo-americana in Madagascar. La spedizione fu dal Muséum national d'histoire naturelle di Parigi, dal British Natural History Museum di Londra e dall'American Museum of Natural History (AMNH) di New York City, ed era guidata dall'ornitologo francese Jean Delacour. Greenway prese parte alla spedizione da aprile ad agosto 1929, dopo di che lui e Delacour lasciarono il Madagascar per la quinta spedizione di Delacour in Indocina, dove raccolsero esemplari zoologici nel Tonchino e nell'Annam.
Ad un certo punto durante la sua spedizione ad Annam, Greenway ricevette l'Ordine del Dragone di Annam dalle autorità locali. Più tardi nella spedizione nel Regno del Laos, fu insignito dell'Ordine del Milione di Elefanti e del Parasole Bianco a Luang Prabang. Presumibilmente dallo stesso re Sisavang Vong. Alla domanda sul perché ricevette quei premi che gli fu posta in seguito, rispose: "Qualsiasi estraneo che arrivasse in quei posti riceveva una medaglia in quei giorni"."

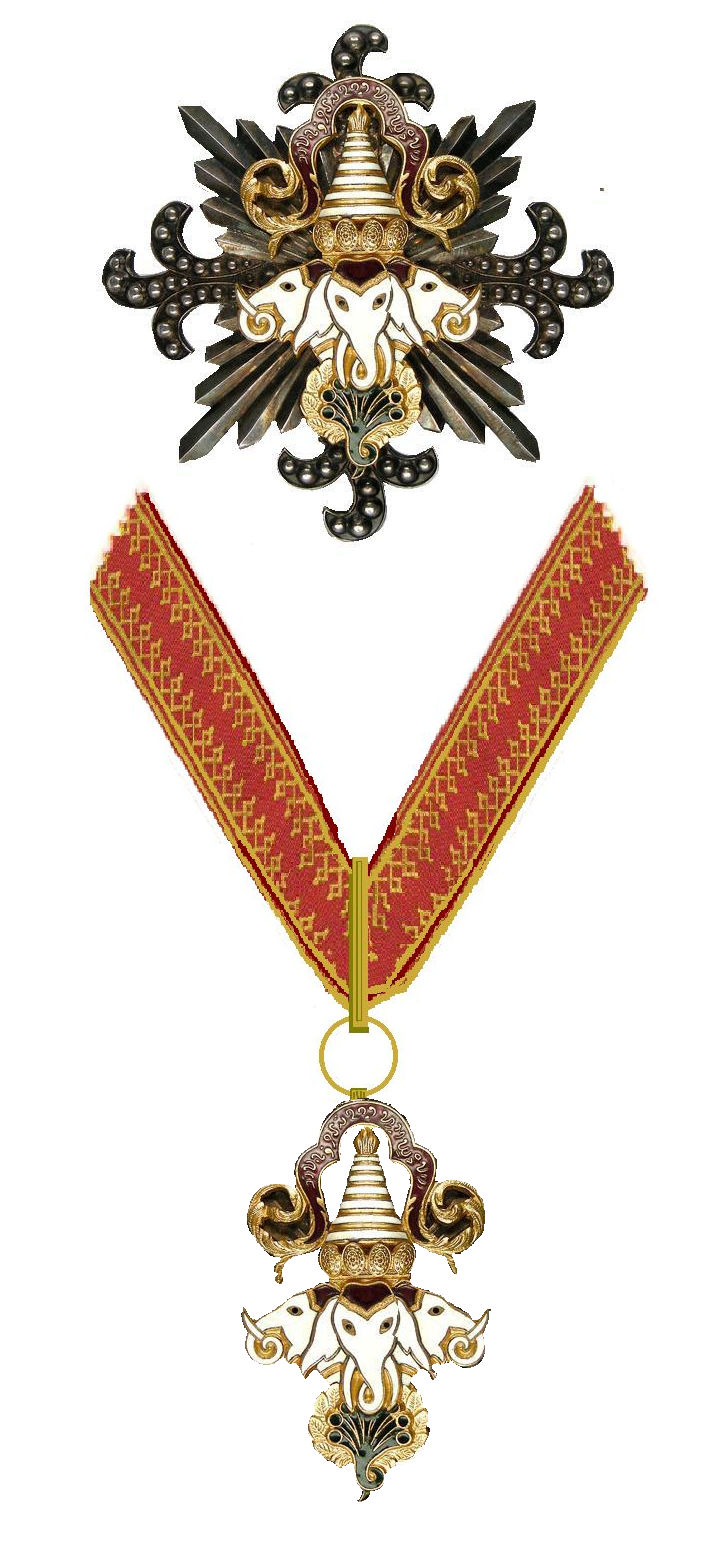
Ordine dei milioni di elefanti e del Parasole bianco (ອິສະຣິຍາພອນລ້ານຊ້າງຮົ່ມຂາວ)

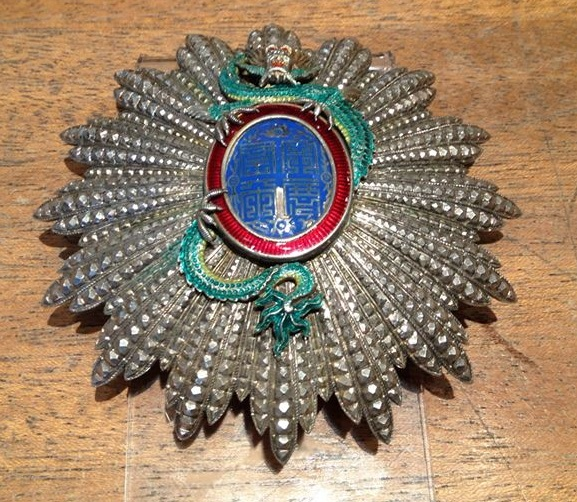
Ordine Imperiale del Drago di Annam (Đại Nam Long Tinh Viện)

### Museo di Zoologia Comparata
Nel 1932 Greenway si unì al Museum of Comparative Zoology dell'Università di Harvard come Assistant Curator of Birds fino al 1952 e poi, succedendo a James Lee Peters, come curatore fino al 1960. Durante gli anni trenta partecipò a numerose spedizioni di collezionismo nei Caraibi, in particolare alle Bahamas. Nel 1936, lui e suo fratello Gilbert volarono attraverso le Bahamas da nord a sud e furono i primi ad atterrare in aereo su East Caicos nelle Isole Turks e Caicos; i bambini della scuola furono fatti uscire per l'occasione speciale. Greenway prese inoltre parte alla settima spedizione di Delacour in Indocina nel 1938-1939.
Greenway, che lasciò il mondo accademico e della ricerca durante il servizio nella seconda guerra mondiale, riprese poi il suo lavoro ornitologico presso il Museum of Comparative Zoology. E lì dal 1958 iniziò la sua ricerca sugli uccelli estinti e quasi estinti, con un libro che fu un grande stimolo alla conservazione degli uccelli nei decenni successivi. È stato anche attivo nell'American Committee for International Wildlife Protection e successivamente nell'International Council for Bird Preservation (I.C.B.P.)..

### Museo americano di storia naturale
Nel 1960 Greenway lasciò il Museum of Comparative Zoology per motivi personali, per non tornarvi mai più.  Il suo successivo lavoro ornitologico fu svolto nella sua tenuta di Greenwich, in associazione con l'American Museum of Natural History, di cui è stato fiduciario dal 1960/61 al 1970/71. Nel 1962 divenne ricercatore associato presso il Dipartimento di Ornitologia della città, posizione che mantenne fino alla sua morte. Iniziò a lavorare su un elenco degli esemplari tipo di uccelli conservati dal museo, un progetto imponente non completato al momento della sua morte. Inoltre propose, cofinanziò e partecipò a una spedizione di collezionismo in Nuova Caledonia nel 1978, all'età di 75 anni..
Relativamente pochi altri ornitologi lo avevano incontrato di persona perché essendo avverso ai grandi raduni non partecipò mai a nessun incontro o congresso professionale in vita sua. Il suo amico e collega François Vuilleumier scrisse di lui:

## Editoria ed eponimi

### Pubblicazioni
Sebbene Greenway abbia prodotto numerosi articoli scientifici e collaborato alla preparazione di altre pubblicazioni ornitologiche, il libro per cui Greenway è meglio conosciuto è il suo lavoro del 1958, Extinct and Vanishing Birds of the World, che ha avuto una seconda edizione pubblicata nel 1967. Greenway aveva conservato per anni un fascicolo con i dettagli degli uccelli estinti e a rischio prima della pubblicazione del libro, e nel corso di diversi anni ne creò una bozza nel 1954, ma ci vollero altri quattro anni per creare la versione finale. Questo libro è stato uno dei tre pubblicati dall'American Committee for International Wildlife Protection ad essere precursori della Lista Rossa IUCN che descrive in dettaglio le specie a rischio di estinzione; insieme a Extinct and Vanishing Mammals of the Old World di Francis Harper e Extinct and Vanishing Mammals of the Western Hemisphere di Glover Morrill Allen. Oggi questi libri sono visti come l'ispirazione per la creazione della Lista Rossa IUCN.

### Eponimi
Nel 1936 Thomas Barbour e Benjamin Shreve nominarono due specie di rettili in onore di Greenway: Leiocephalus greenwayi, una lucertola dalla coda riccia ; e Tropidophis greenwayi, un boa nano ., e Donn Rosen chiamò un pesce, Scolichthys greenwayi, in suo onore nel 1967

## Servizio militare
Durante la seconda guerra mondiale Greenway prestò servizio nella Marina degli Stati Uniti . Fu ufficiale nel 1941, divenendo tenente nel 1943 e successivamente tenente comandante, mentre prestava servizio su portaerei nel Pacifico sud-occidentale, nelle Isole Salomone e in Nuova Caledonia. Il lavoro principale di Greenway fu con l'intelligence navale che spiava i giapponesi da isole come la Nuova Caledonia, che ispirò alcuni dei suoi successivi lavori accademici.